# The Legacy (Black Veil Brides)
The Legacy è un singolo della rock band statunitense Black Veil Brides, il secondo estratto dal loro secondo album Set the World on Fire, pubblicato il 31 maggio 2011.

## La canzone
Parlando del brano, il cantante Andy Biersack ha detto:

## Video musicale
Il video del brano è stato pubblicato su YouTube il 30 maggio 2011. Il video mostra la band suonare in un cantiere di demolizione, mentre del fuoco passa attraverso i tubi dietro di loro.

## Formazione
- Andy Biersack - voce
- Jake Pitts - chitarra solista
- Jinxx - chitarra ritmica, cori
- Ashley Purdy - basso, cori
- Christian Coma - batteria